# Synegia phaiotaeniata
Synegia phaiotaeniata är en fjärilsart som beskrevs av Eugen Wehrli 1936. Synegia phaiotaeniata ingår i släktet Synegia och familjen mätare. Inga underarter finns listade i Catalogue of Life.